# Zulianos Fútbol Club
Zulianos Fútbol Club fue un equipo de fútbol profesional de Venezuela. Su sede en principio fue la ciudad de Maracaibo

## Historia
Zulianos Fútbol Club nace en 1999 cuando se traslada el equipo Nueva Cádiz FC de Cumaná a Maracaibo, Nueva Cádiz FC se había coronado campeón de la Segunda División de Venezuela en la temporada 1998-1999, por lo cual Zulianos FC accedía a jugar la Primera División de Venezuela para la temporada siguiente. Entre los jugadores destacados de esa primera temporada se encontraba Juan Arango, que sólo estaría un año en el equipo. Para la temporada Primera División de Venezuela 2000/01 el equipo desciende a la Segunda División de Venezuela, tras quedar ubicado en la última posición del Grupo Occidental con sólo 9 puntos en 14 partidos. 
Para la temporada siguiente Segunda División Venezolana 2001/02 el equipo logra nuevamente el ascenso a la máxima categoría, sin embargo, el club decide un convenio con Unión Atlético Maracaibo para que este ocupara el lugar del equipo en la primera división, para ese momento, la sede del club se traslada a Lagunillas. 
Su última temporada en el fútbol venezolano fue la Segunda División Venezolana 2002/03 donde la franquicia vuelve a Cumaná, y vuelve a llamarse Nueva Cádiz FC.

## Palmarés

### Torneos nacionales
- Segunda División de Venezuela (1): 2001/02.